# Richard Edson
Richard Edson (ur. 1 stycznia 1954 w New Rochelle) – amerykański aktor i muzyk. W latach 1981–82 perkusista zespołu rockowego Sonic Youth.

## Wybrana filmografia

### Filmy
- 1984: Inaczej niż w raju (Stranger Than Paradise) jako Eddie
- 1985: Rozpaczliwie poszukując Susan (Desperately Seeking Susan) jako człowiek z gazetami
- 1986: Kaczor Howard (Howard the Duck) jako Ritchie
- 1986: Wolny dzień pana Ferrisa Buellera (Ferris Bueller's Day Off) jako pracownik garażu
- 1986: Pluton (Platoon) jako Sal
- 1987: Walker jako Turley
- 1987: Good Morning, Vietnam jako szeregowy Abersold
- 1989: Rób, co należy (Do the Right Thing) jako Vito
- 1989: Ogary z Broadwayu (Bloodhounds of Broadway) jako Johnny Crackow
- 1993: Super Mario Bros. jako Spike
- 1993: Kobieta olbrzym (Attack of the 50 Ft. Woman, TV) jako Tony
- 1995: Dziwne dni (Strange Days) jako Tick
- 1998: Lulu na moście (Lulu on the Bridge) jako Dave Reilly
- 1998: Złodziejski trick (Thick as Thieves) jako Danny
- 1999: The Million Dollar Hotel jako Joe
- 1999: Przedsionek piekła (Purgatory, TV) jako Euripides
- 2000: Dar z nieba (Picking Up the Pieces) jako Edsel Farkus
- 2002: Miasto słońca (Sunshine State) jako Steve Tregaskis
- 2004: Frankenfish (TV) jako Roland
- 2004: Kraina obfitości (Land of Plenty) jako Jimmy
- 2004: Starsky i Hutch (Starsky & Hutch) jako Monix

### Seriale TV
- 1985: Policjanci z Miami jako Wavey Davey
- 1986: Crime Story jako Jake Rennick
- 1991: Przygody Piotrków (The Adventures of Pete & Pete) jako Pan Beverly Janitor
- 1994: Prawnicy z Miasta Aniołów jako Carver Bowles
- 1995: Szpital Dobrej Nadziei jako Anthony Tedesco
- 1996: Nash Bridges
- 1997: Ostry dyżur jako Vinnie La Fontaine
- 2003: CSI: Kryminalne zagadki Miami jako Quentin Haid
- 2008: Dowody zbrodni jako Seth Lundgren '08
- 2010: Wzór (NUMB3RS) jako Nick Rowland
- 2012: Pułapki umysłu jako Keith Trevoy